# 和尚魚
和尚魚（おしょううお; 拼音: héshàng yú）は、東洋の海の妖怪。人頭亀身で紅赤色。

## 概要
明代の類書『三才図会』（1609年刊）に記載によれば、東洋の大海の生物とされ、鱉（スッポン）のようで、紅赤色をしており、潮に乗ってやってくるという。
貝原益軒『大和本草』（1709年）もこれを引用しており、日本で言う坊主魚（）と同じとしているが、後者の性質や味などは未詳だという。

### 和漢三才図会の海坊主
寺島良安『和漢三才図会』（1712年）にも「和尚魚（）」の見出しで転載され、俗に言う「海坊主」と同定している。
同書に拠れば西海にいる海坊主は、頭部は名前通り頭髪がない坊主頭の人間で、体はスッポンに似ており、大ぶりのもので体長は5～6尺（約1.5～1.8メートル）に達するという。
漁師がこれを見るのは不祥（不吉）で、漁𦊟（網）が役に立たなくなる。もし捕らえた場合、殺そうとすると、和尚魚は手を合わせて涙を流しつつ命乞いをするので「助けてやるが、その代わり今後いっさい私の漁に雔（）てはならない」と言い含めると、二度と祟らないと承知した合図に、西に向かって天を仰ぐ仕草をするので、それで赦してやって海へ逃がすと良いという。

### 亀入道
また、同様に亀の体に坊主頭の人間の頭部を持つ海坊主として亀入道（かめにゅうどう）があり、若狭湾に出現するといわれる。津村淙庵による江戸時代の随筆『譚海』では、これは和尚魚と同じものとされている。この姿を見ると不吉な出来事が起こるとされ、捕えてしまった場合、酒を飲ませて海へ放したという。

### 考察
妖怪譚の郷里探訪家、村上健司は、この和尚魚や亀入道は、海亀を妖怪視したものと推測している。